# Шульпин, Георгий Дмитриевич
Шульпин, Георгий Дмитриевич (13 апреля 1911—1991) — певец (драматический баритон; тенор). Уроженец с. Верхнее Талызино Симбирской губернии. Заслуженный артист РСФСР (1961). Сценическую деятельность начал в 1934. В течение десяти лет работал в Краснознаменном ансамбле песни и пляски. В 1947—58 солист Горьковского театра оперы и балета, в 1958—64 — солист Большого театра в Москве. В 1964—69 работал в Госэстраде (Москва), иллюстратором в Московской консерватории.
По свидетельству очевидцев, диапазон его голоса был так велик, что в случае необходимости он мог петь и за баса, и за тенора.
Среди партий: Елецкий («Пиковая дама» Чайковского); Ди Луна; Валентин («Фауст» Гуно); Канио («Паяцы» Леонкавалло); Собинин («Иван Сусанин» Глинки); Князь («Русалка» А. С. Даргомыжского); Радамес («Аида» Дж. Верди); Вашек («Проданная невеста»); Князь Василий Иванович Шуйский («Борис Годунов» Мусоргского) и др.